# Piper PA-47 PiperJet
Piper PA-47 PiperJet je jednomotorový proudový lehký bizjet vyvíjený společností Piper. O jeho vývoji společnost informovala roku 2006. Vývojový program byl roku 2011 zrušen kvůli pochybnostem o zvolené koncepci a špatné finanční situaci výrobce. Jediný postavený prototyp se dochoval jako exponát ve Floridském leteckém muzeu.

## Historie

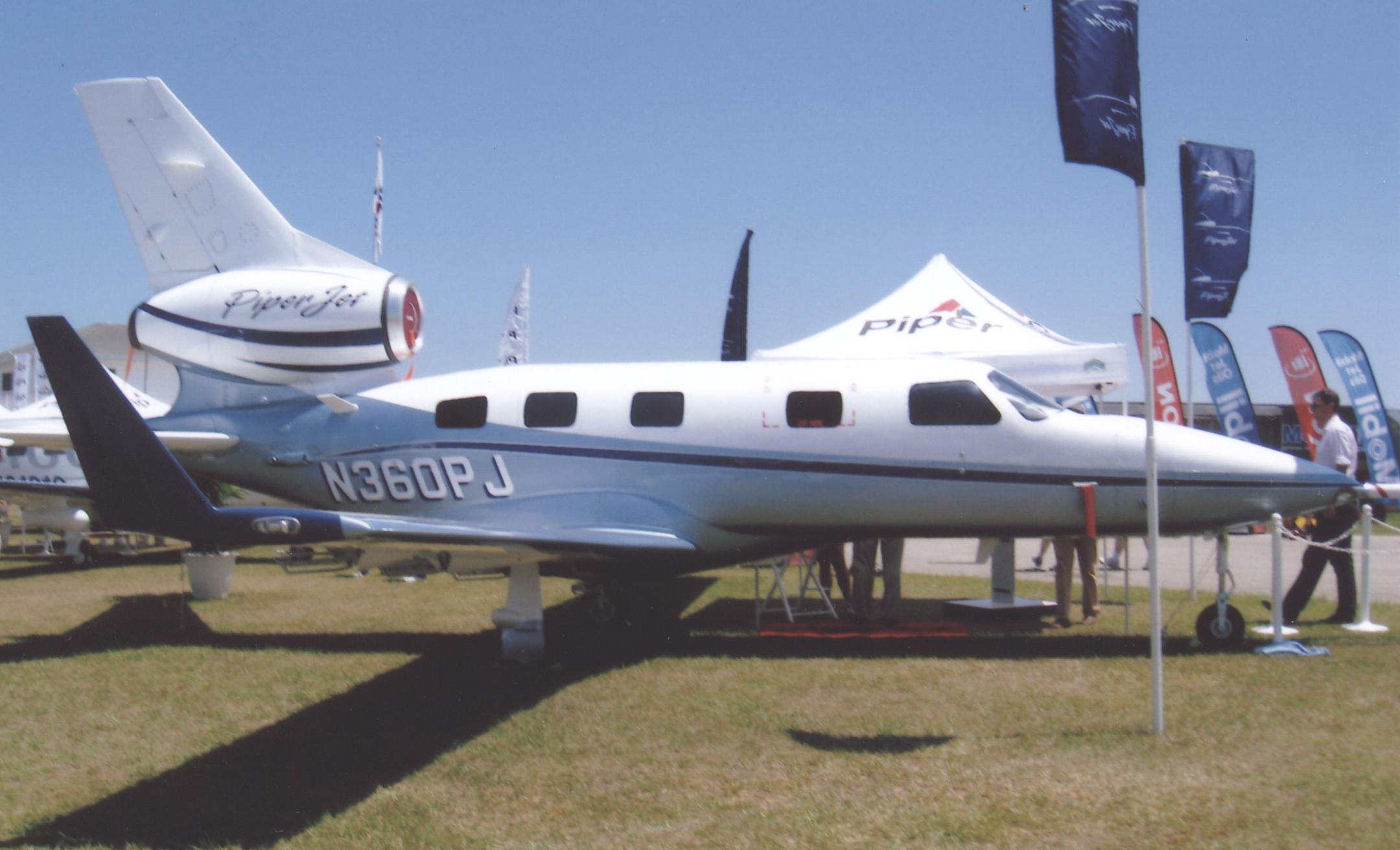
Piper PA-47 PiperJet v Lakelandu na Floridě v roce 2009

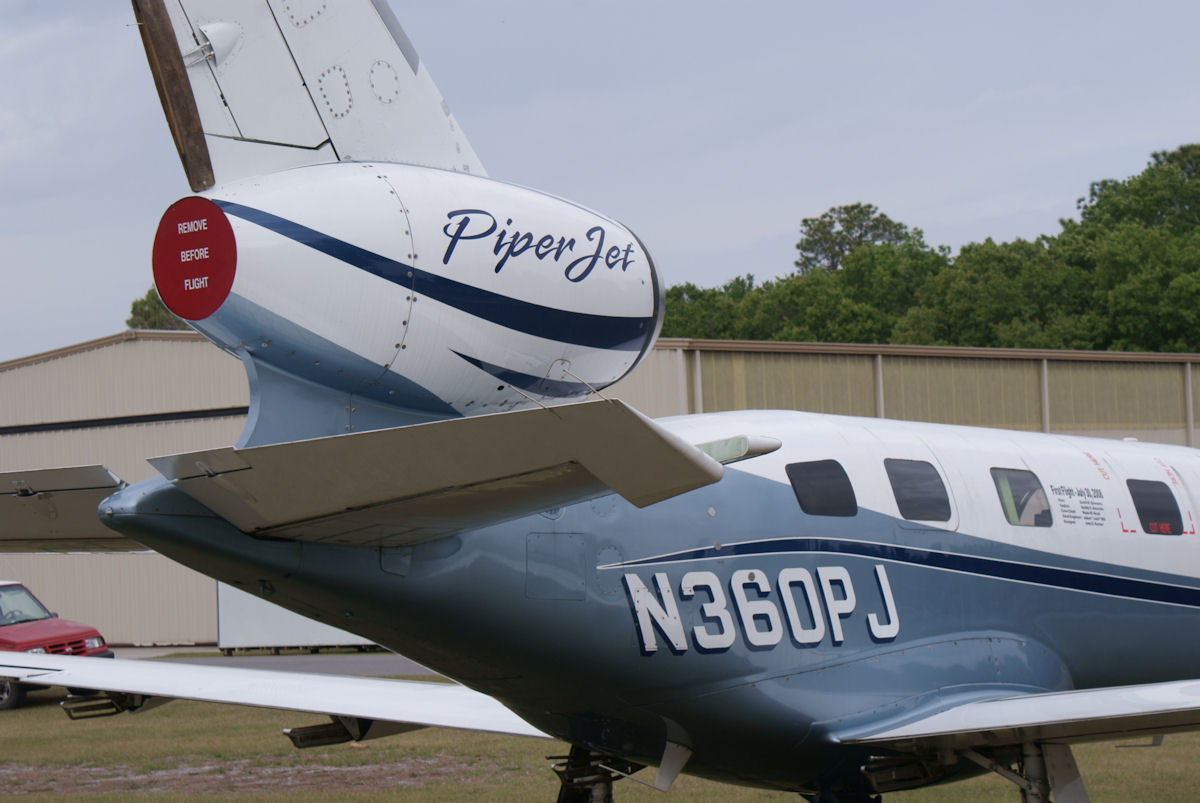
Detail umístění pohonné jednotky letounu Piper PA-47 PiperJet

Na rozdíl od dalších velkých amerických výrobců užitkových letadel (Cessna a Beechcraft) společnost se Piper dlouho nesnažila o vstup do vyššího segmentu letadel bizjet pro podnikatele a manažery, jako je Cessna Citation a Beechcraft Starship. Situace se změnila po roce 2000. Pracovníci Piperu se rozhodli zaplnit mezeru v nabídce velmi lehkých bizjetů a nabídnout malý jednomotorový proudový letoun, který by konkuroval typům jako Eclipse 500 a Cessna Citation Mustang. Protože měl nový typ vycházet z osvědčeného turbovrtulového typu Piper PA-46 a využívat pouze jeden proudový motor, Piper očekával, že jej dokáže rychle vyvinout a nabídnout jej za nízkou cenu (původně odhadovanou na méně než 2,2 milionu dolarů).
O vývoji Piper PA-47 PiperJet výrobce informoval v říjnu 2006. Roku 2007 společnost oznámila, že již získala 180 předběžných objednávek. Uvedení letounu na trh bylo původně plánováno na rok 2010, což bylo později posunuto na rok 2013. Vývoj letounu byl nakonec náročnější. Navíc jej zkomplikovala ekonomická krize a recese, která Spojené státy americké postihla roku 2008. Společnost Piper musela razantně šetřit a propouštět. Stabilizoval ji vstup investiční společnosti Imprimis v roce 2009.
V říjnu 2010 Piper oznámil ukončení vývoje původního PA-47 PiperJet a jeho přepracování do podoby označené PiperJet Altaire se zvětšeným trupem. I při vyšší ceně 2,6 milionu dolarů za kus měl PiperJet Altaire stále zůstat konkurenceschopný a většina objednávek na něj byla převedena. Přesto v říjnu 2011 společnost zahájila přezkum programu a ještě ve stejném měsíci jej oficiálně pozastavila. Mělo to mít tři hlavní důvody. Federální úřad pro letectví (FAA) naznačil, že jednomotorovému proudovému letounu možná neudělí certifikaci pro lety do výšky 35 000 stop (10 668 metrů), přičemž jeho cena se blížila typům dvoumotorovým, což zpochybňovalo zvolenou koncepci letounu. Třetím problémem byly přetrvávající finanční problémy výrobce. Část konstrukčního týmu byla propuštěna. Pro rozpracovaný projekt letounu se Piperu nepodařilo získat kupce. Prototyp skončil v muzeu.

## Konstrukce

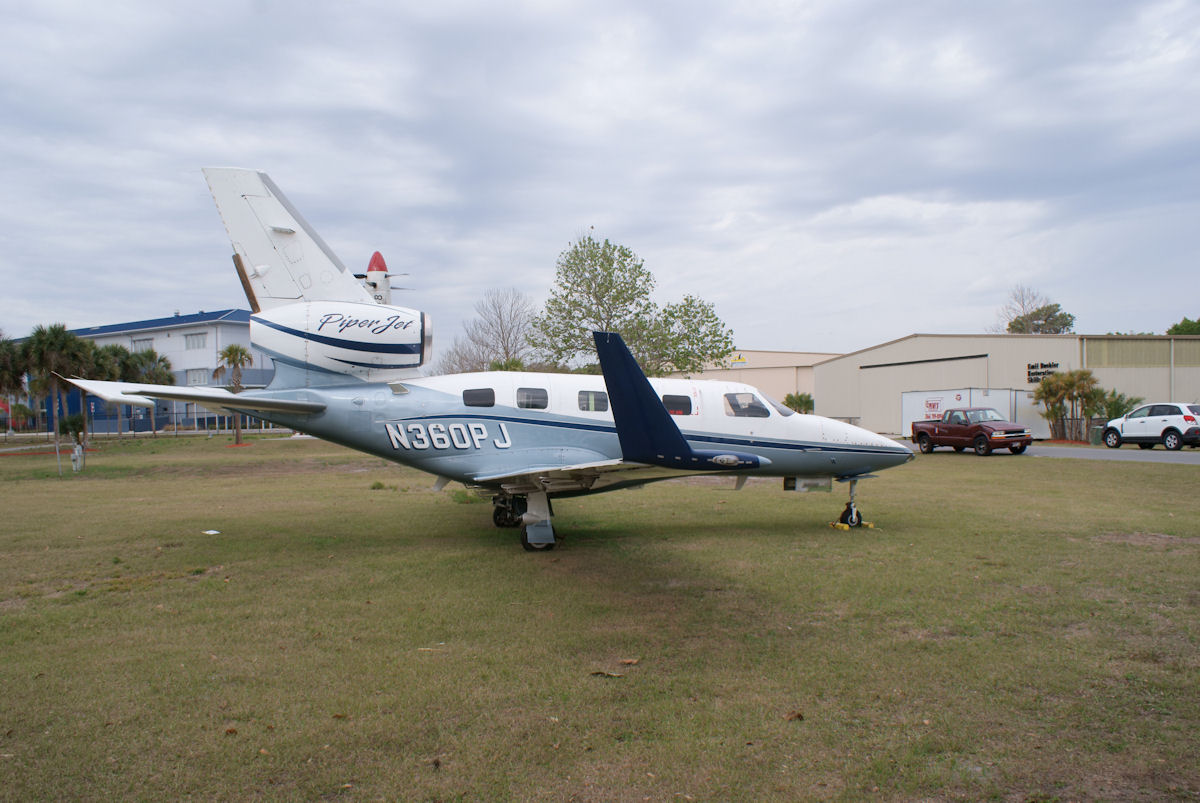
Piper PA-47 PiperJet

PA-47 byl jednomotorový proudový dolnopošník. Přepravovat měl jednoho pilota a až sedm cestujících. Původní kabina vycházela z prodlouženého trupu typové řady Piper PA-46, čímž čímž se kapacita PA-47 oproti PA-46 zvětšila z pěti až na sedm cestujících. Později byla přepracována na větší kabinu s kruhovým průřezem (PiperJet Altaire), která však pojmula pilota a pět cestujících. Letoun poháněl dvouproudový motor Williams FJ44-3AP o výkonu 12,5 kN.

## Specifikace (Piper PA-47 PiperJet)

### Technické údaje
Údaje dle:
- Osádka: 1
- Kapacita: 6–7 cestujících
- Délka: 10,87 m
- Rozpětí: 13,49 m
- Výška: 4,78 m
- Nosná plocha: 13,41 m2
- Pohonná jednotka: 1× dvouproudový motor Williams FJ44-3AP
- Výkon pohonné jednotky: 12,5 kN

### Výkony
- Cestovní rychlost: 670 km/h
- Dolet: 2400 km
- Dostup: 11 000 m